# Jean-Marie Pérouse de Montclos
Pour les articles homonymes, voir Pérouse (homonymie).
Jean-Marie Pérouse de Montclos, né le 19 novembre 1936 à Amiens, est un historien de l'architecture français.

## Famille

Armes famille Pérouse de Montclos.

La famille Pérouse de Montclos est une famille d'ancienne bourgeoisie originaire  du Dauphiné. Elle est issue de Jean Pérouse (mort en 1663), procureur, maire de Vienne, dans l'actuel département de l'Isère. Pierre Pérouse de Montclos (1746-1790) était maire et député de Roussillon, (Isère). Didier Pérouse de Montclos (1786-1863) était notaire. Henri Pérouse de Montclos (1820-1892) était maire de Roussillon.

## Biographie
Diplômé de l’Institut d'études politiques de Paris, docteur ès lettres, directeur de recherche au CNRS, Jean-Marie Pérouse de Montclos fut le premier chercheur recruté pour l'Inventaire général du patrimoine culturel de la France lors de sa création en 1964 par André Malraux et André Chastel. Il prend alors la responsabilité des recherches scientifiques et documentaires de l’Inventaire général, en coordonne la méthode et le vocabulaire, et en préside la commission nationale.
Il enseigne à l'École de Chaillot et à l'École du Louvre. Auteur de nombreux articles et de plusieurs ouvrages sur l'architecture de l'Époque moderne, il est membre de l'Académie d'architecture et du conseil scientifique du Centro internazionale di studi di architettura Andrea Palladio (it) (CISA Palladio).
Il est le cousin de Xavier Pérouse de Montclos et de Didier Pérouse de Montclos ainsi que le père de Marc-Antoine Pérouse de Montclos, spécialiste de la géopolitique des conflits en Afrique sub-saharienne et enseignant à Sciences Po Paris.

## Publications
- 1972 : Architecture. Méthode et vocabulaire, éd. du patrimoine, Paris, 7e éd. 2009 (1re éd. 1972), 622 p.   (ISBN 2-85822-593-1)  (ISSN 0768-0031). Nouvelle édition 2011, revue et augmentée  (ISBN 9782 75770 124-9)
- 1982 : L’Architecture à la française, du milieu du XVe à la fin du XVIIIe siècle, éd. Picard, Paris, (réimpr. 2013)  (ISBN 978-2-7084-0960-6)
- 1984 : Les Prix de Rome, Berger-Levrault, École nationale supérieure des beaux-arts, Paris
- 1989 : Histoire de l’architecture française, tome II. De la Renaissance à la Révolution, Mengès, Paris ; réimpr. 1995, 2003  (ISBN 2-8562-0374-4)
- 1992 : Guide du patrimoine. Île-de-France, Hachette, Paris  (ISBN 2-01-016811-9)
- 1993 : Boullée, architecte visionnaire, Hermann  (ISBN 2-7056-6215-4)
- 1994 : Étienne-Louis Boullée, Paris, Flammarion, 1994, 287 p. (ISBN 2-08-010075-0 et 978-2-08-010075-7, OCLC 32078940, BNF 35729762, LCCN 95130430)
- 1995 : Guide du patrimoine. Champagne-Ardennes, dir., Hachette, Paris  (ISBN 2-01-0209877)
- 1996 : Guide du patrimoine. Languedoc-Roussillon, Hachette, Paris  (ISBN 2-01-242333-7)
- 1997 : Vaux-le-Vicomte, Paris, Scala (réactualisé en 2008, 2012 & 2016)
- 1998 : Le Château de Fontainebleau, Paris, Scala ; réactualisé en 2009
- 2001 : « Serlio à Fontainebleau » in Annali di architettura no 13, Vicence
- Philibert de l'Orme. Architecte du roi (1514–1570), Mengès, Paris.
- L’Art de France. De la Renaissance au Siècle des Lumières 1450–1770, Mengès, Paris
- 2012 : L'École de Chaillot, une aventure des savoirs et des pratiques (architecture et patrimoine), avec Florence Contenay et Benjamin Mouton, Paris, Éditions des Cendres / Cité de l'architecture et du patrimoine
- 2004 : Jacques-Germain Soufflot, Éditions du Patrimoine, Paris.
- 2012 : Ange-Jacques Gabriel, Éditions du Patrimoine, Paris  (ISBN 978-2757702178)
- 2018 : Pierre Lescot (1515-1578) architecte du Roi et de la Pléiade, Paris, Picard,  (ISBN 978-2-7084-1025-1), 208p.

## Distinctions

### Décoration
- Commandeur de l'ordre des Arts et des Lettres Il est fait commandeur le 14 novembre 1995[2].

### Récompense
- 2005 : Prix Eugène Carrière de l’Académie française pour L’Art de France. De la Renaissance au Siècle des Lumières 1450–1770[3]